# Regierungsbezirk Magdeburg

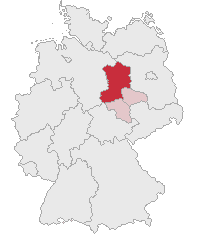
Regierungsbezirk Magdeburgs läge i Tyskland 1990.

Regierungsbezirk Magdeburg var ett regeringsområde i den preussiska provinsen Sachsen 1816–1952 och senare i det tyska förbundslandet Sachsen-Anhalt 1990–2003.
År 1910 var det indelat i 17 kretsar och hade en areal på 11 519 km2 med 1 248 990 invånare.